# Топоров, Владимир Михайлович
Влади́мир Миха́йлович То́поров (род. 7 февраля 1946, Барановичи, Барановичская область) — советский и российский военачальник. Командующий войсками Московского военного округа (1991—1992), заместитель министра обороны Российской Федерации (1992—2002). Генерал армии (1996).

## Биография
Родился в городе Барановичи Барановичской области Белорусской ССР. В Советской Армии с 1965 года. Окончил Одесское артиллерийское училище имени М. В. Фрунзе (1965—1968), Военную академию имени М. В. Фрунзе (1972—1975), Военную академию Генерального штаба Вооружённых Сил СССР имени К. Е. Ворошилова (1982—1984).

## Военная служба в СССР
Служил в Воздушно-десантных войсках командиром взвода противотанковых орудий, с 1969 года — командиром батареи ПТУРС на Дальнем Востоке. С 1975 года — заместитель командира парашютно-десантного полка, с 1977 года — командир парашютно-десантного полка. С 1979 года — заместитель командира, а с 1984 года — командир 7-й гвардейской воздушно-десантной дивизии в Литовской ССР.
С января 1987 года — первый заместитель командующего, с февраля 1988 года — командующий 35-й общевойсковой армией Дальневосточного военного округа. С августа 1989 года — начальник штаба — первый заместитель командующего войсками Дальневосточного военного округа. С августа 1991 года — командующий войсками Московского военного округа. Генерал-полковник (24.10.1991).

## Военная служба в РФ
Указом Президента РФ от 10 июня 1992 года был назначен заместителем министра обороны Российской Федерации. Занимал эту должность при четырёх министрах обороны в течение 10 лет, поставив тем самым абсолютный рекорд пребывания на высших постах в Минобороны России в период 1990-х годов. Курировал боевую подготовку войск и Сухопутные войска. О Топорове крайне редко упоминалось даже на страницах ведомственной военной печати, не говоря уже о гражданских средствах массовой информации. В последних освещались только его визит в Молдавию во главе российской военной делегации и выступление в Государственной думе в 1998 году с докладом о состоянии дел в российской армии. Воинское звание генерал армии присвоено Указом Президента РФ от 22 февраля 1996 года.
Стал фигурантом крупного коррупционного скандала в 1997 году: по сообщениям ряда российских газет, приобрёл за счёт Минобороны России сразу три престижные квартиры в Москве на Рублёвском шоссе, оформив их соответственно на себя, на отца и на сестру. О результатах расследования не сообщалось.
В 2002 году освобождён от занимаемой должности и направлен в распоряжение Министра обороны Российской Федерации. В 2006 году уволен из армии по достижении предельного возраста пребывания на военной службе.
Живёт в Москве.

## Награды
- Орден «За военные заслуги»
- Орден Трудового Красного Знамени
- Орден «За службу Родине в Вооружённых Силах СССР» II степени
- Орден «За службу Родине в Вооружённых Силах СССР» III степени
- медали
- Благодарность Президента Российской Федерации[2]